# 済州の火山島と溶岩洞窟群
座標: 北緯33度28分8秒 東経126度43分13秒 / 北緯33.46889度 東経126.72028度
「済州の火山島と溶岩洞窟群」（チェジュのかざんとうとようがんどうくつぐん）は、大韓民国にあるユネスコの世界遺産リスト登録物件。韓国では初めての世界自然遺産である（ID1264）。

## 漢拏山自然公園
済州島は韓国本土南岸から130kmにある火山島で、面積1845km2の韓国最大の島である。済州島の中心に存在するのが楯状火山の漢拏山である。この山は休火山で、標高1950mは韓国最高峰である。360の小火山がメインの火山に付随する。
済州の火山活動は大体白亜紀に始まり、第三紀初めまで続いた。記録されている中での最後の噴火は、約800年前のことである。島は、漢拏山から発した火山岩や火山性の土壌に覆われている。漢拏山山頂には、25000年以上前に形成された火山湖の白鹿潭（ペンノクタム）がある。
1966年に標高800m以上が自然保護区に指定され、遊歩道と公園管理施設を除けば人造物の存在しない手付かずの環境が保たれている。
漢拏山の植物相はユニークである。1565種の維管束植物が見られるが、これはひとつの山で見られる維管束植物の数としては最多の部類に属し、そのうち33種が固有種である。また、韓国の他のほとんどの山岳と異なり、漢拏山は亜熱帯、温帯、寒帯の植物が、3つの異なるゾーンで垂直に分布している。この島から見れば外来種に当たる韓国本土に自生していた植物200種も持ち込まれたが、それらの半分ほどは絶滅に瀕している。氷期に韓国から伝わり、漢拏山山頂付近に生えている寒帯植物はその例である。亜熱帯性の森林や島の低地帯で生育する植物にも、絶滅が危惧されているものがある。
自然保護区内では、17種以上の哺乳類、198種の鳥類、8種の両生類、8種の爬虫類、947種の昆虫などが確認されている。そこにはノロジカの一種やチョウセンヤマネコのような絶滅危惧種も含まれている。済州島が朝鮮半島から切り離されたのは1万年以上前のことで、それによって幾種もの固有種が生まれた。沿岸には、この地域では絶滅危惧のミナミハンドウイルカが定住している。現在では見られないが、古来はコククジラやセミクジラなどの大型の鯨類の回遊経路と休息の場でもあった。ニホンアシカも同様である。他の鰭脚類は稀に姿を見せるかもしれない。
また、漢拏山には旧石器時代の生活跡の残されている洞窟もある。そうした考古学上の証拠は、この島に旧石器時代には既に人が住んでいたことを示唆している。

## 拒文岳溶岩洞窟系
島の北東部には大規模な溶岩洞が広がっており、科学的な調査の上でも価値があるだけでなく、人気の観光スポットにもなっている。これは島の中東部に位置するスコリア丘、拒文岳（コムノルム）の数十万年前の噴火による溶岩が流れた跡として残されたもので、ペンディ窟、万丈窟、金寧窟、龍泉洞窟、タンチョムル洞窟の5つから成る。

## 城山日出峰
城山日出峰（ソンサンイルチュルボン）は、島の東端にある噴火口跡（タフコーン）。直径600mの火口が100mほどの高さの断崖で取り囲まれており、城塞のような様相を呈している。スルツェイ式噴火の良い例とみられる。

## 登録範囲
中核地域を含む登録対象は以下の通りである。英語の綴りは世界遺産登録名、IDは登録物件としての番号。具体的な範囲に関する地図は、ICOMOSの勧告書 (PDF) の中に含まれている。
- 漢拏山自然保護区 (Hallasan Natural Reserve, ID: 1264-001) - 9093.1 ha、緩衝地域 7347.4 ha
- 拒文岳溶岩洞窟系1 (Geomunoreum Lava Tube System - 1, ID: 1264-002) - 64.6 ha
- 拒文岳溶岩洞窟系2 (Geomunoreum Lava Tube System - 2, ID: 1264-003) - 23.8 ha
- 拒文岳溶岩洞窟系3 (Geomunoreum Lava Tube System - 3, ID: 1264-004) - 241.9 ha
- 城山日出峰（朝鮮語版）のタフコーン (Seongsan Ilchulbong Tuff Cone, ID 1264-005)- 51.8 ha、緩衝地域 117 ha

## 登録基準
この世界遺産は世界遺産登録基準のうち、以下の条件を満たし、登録された（以下の基準は世界遺産センター公表の登録基準からの翻訳、引用である）。
- (7) ひときわすぐれた自然美及び美的な重要性をもつ最高の自然現象または地域を含むもの。
- (8) 地球の歴史上の主要な段階を示す顕著な見本であるもの。これには生物の記録、地形の発達における重要な地学的進行過程、重要な地形的特性、自然地理的特性などが含まれる。